# Цена спот
Цена спот, также наличная цена (англ. spot price) — цена, по которой продается реальный товар, ценные бумаги или валюта в данное время и в данном месте на условиях немедленной поставки. Применяется в биржевой торговле для закрытия обязательств по фьючерсным договорам, а также при заключении сделок спот. Сделка спот предполагает исполнение обязательств сторонами по сделке (поставка предмета сделки продавцом и оплата покупателем) в течение двух рабочих дней.
Цену спот следует отличать от цены форварда или цены фьючерса, используемых при заключении форвардных или фьючерсных контрактов, в которых исполнение обязательств сторонами предполагается в будущем.
В нормальной рыночной ситуации, когда отсутствует ажиотажный спрос на товар, будущая цена, как правило выше. Разница между ценой форварда/фьючерса и ценой спот объясняется стоимостью кредита и затратами продавца на хранение или доставку товара в будущем. Такая ситуация на рынке получила название контанго.
Ситуация на рынке, когда цена спот оказывается выше, чем цена форварда/фьючерса, называется бэкуордейшн (от англ. Backwardation — «запаздывание»).
Цены спот используются:
— для оценки правильности выбранной цены ранее заключенной форвардной сделки;
— для выписки счетов-фактур по поставкам, расчеты по которым используют цены спот на момент отгрузки товара;
— в качестве исходного пункта в обсуждении ценовых условий сделок на следующий котировочный день.